# 성남고등학교 (서울)
성남고등학교(城南高等學校)는 대한민국 서울특별시 동작구 대방동에 있는 사립 고등학교이다.

## 학교 연혁
- 1938년 1월 10일 : 재단법인 원석학원 설립 인가. 설립자 원윤수, 김석원. 초대 이사장 원윤수 취임
- 1938년 2월 24일 : 성남고등보통학교 설립 인가
- 1938년 4월 1일 : 조선교육령에 의거 성남고등보통학교를 성남중학교로 교명 변경
- 1938년 4월 25일 : 성남중학교(5년제) 개교, 2학급 편성 120명 입학
- 1940년 1월 5일 : 설립자 원윤수 선생 서거
- 1941년 4월 1일 : ‘성남중학교’ 일부 낙성된 대방동 신축 교사(校舍)로 이전
- 1941년 4월 1일 : ‘이태원심상소학교(이태원초등학교)’ 는 (前)성남중학교 교사(校舍)로 이전
- 1943년 3월 4일 : 성남중학교(5년제) 제1회 졸업식 거행
- 1945년 2월 5일 : 대방동 현교사 일본군에 징용되어 정신여학교 교사로 일시 이전
- 1946년 6월 4일 : 신학제에 의거 성남중학교(5년제)를 성남고등중학교(6년제)로 변경
- 1946년 9월 1일 : 정신여학교 교사에서 대방동 현교사로 복교 이전
- 1950년 6월 25일 : 한국전쟁(6.25) 발발로 남하
- 1951년 1월 15일 : 한국전쟁(6.25) 중 공산군의 방화로 본관 교사 전소
- 1952년 4월 1일 : 수복 후 단독 개교 성남중(1~3학년) · 고등학교(4~6학년) 병설
- 1953년 4월 1일 : 성남 중·고등학교의 교육이념으로 교훈 ‘의에 살고 의에 죽자’ 로 정함
- 1978년 8월 6일 : 설립자 김석원 이사장 서거
- 1978년 10월 5일 : 성남고등학교 2부 신설(8학급)
- 1995년 2월 28일 : 성남고등학교 2부 폐지
- 1996년 5월 28일 : 과학동 신축 준공
- 2001년 12월 30일 : 본관교사 신축 완공
- 2004년 10월 5일 : 정보도서관 신축 준공
- 2011년 11월 11일 : 밀레니엄홀 개관
- 2020년 4월 21일 : 제13대 원승욱 이사장 취임
- 2021년 9월 1일 : 제22대 구광회 선생 교장 취임
- 2023년 2월 8일 : 제80회 졸업식 거행 졸업생 345명, 졸업생 누계 42,699명

## 운동부
야구부, 검도부, 유도부 등을 운영하고 있다. 1950년대까지 축구부도 운영한 바 있다.

## 참고 문헌
- 성남고등학교 - 한국교육학술정보원 학교알리미

## 같이 보기
- 성남고등학교 축구단